# رايموند يو
رايموند يو هو ملحن صيني، ولد في 1973.

## وصلات خارجية
- رايموند يو على موقع ميوزك برينز (الإنجليزية)